# Abd al-Halim Abu Ghazala

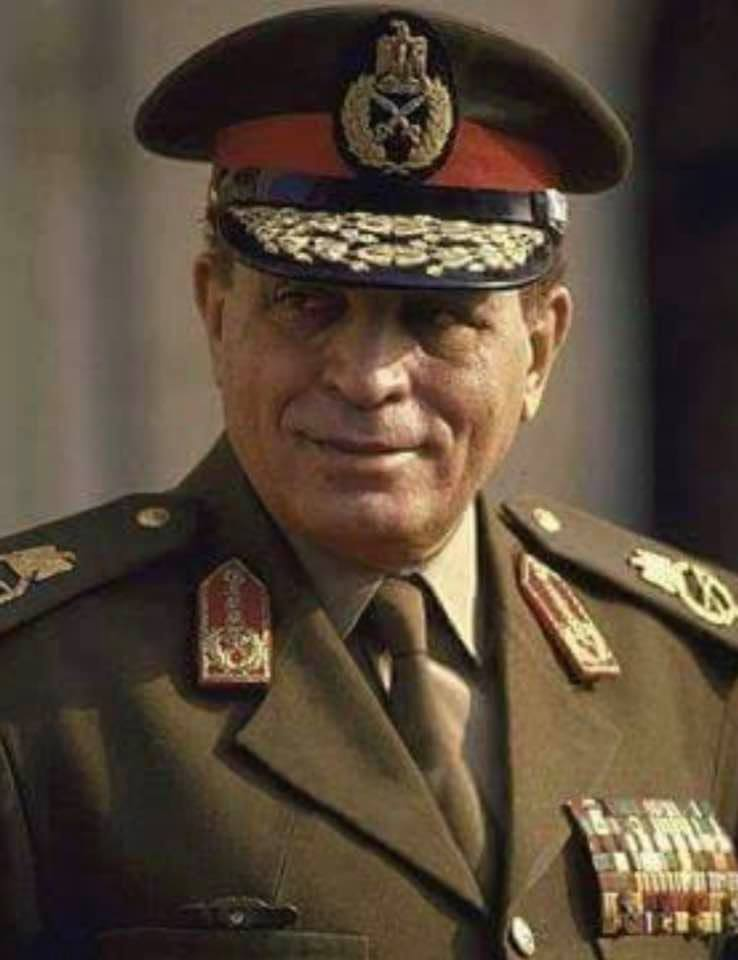
Abd al-Halim Abu Ghazala

Abd al-Halim Abu Ghazala (arabisch محمد عبد الحليم أبو غزالة, DMG Muḥammad ʿAbd al-Ḥalīm Abū Ġazāla; * 15. Januar 1930 in Al-Buhaira; † 6. September 2008 in El-Galla) war ein ägyptischer General und Politiker.

## Leben
1949 trat er in das Ägyptische Militär ein, in dem er bis 1989 diente und bis zum Feldmarschall aufstieg. Von 1982 bis 1989 war Abd al-Halim Abu Ghazala als Nachfolger von Ahmed Badawi Verteidigungsminister von Ägypten unter Hosni Mubarak. Ihm folgte im Amt Youssef Sabri Abu Taleb.